# Romantic Moments
Romantic Moments è un album discografico di raccolta del musicista greco Yanni, pubblicato nel 1992.

## Tracce
1. Reflections of Passion – 4:35
2. Santorini – 4:34
3. After the Sunrise – 4:38
4. True Nature – 4:35
5. Almost a Whisper – 3:08
6. Swept Away – 5:09
7. The Mermaid – 3:46
8. Flight of Fantasy – 5:41
9. Secret Vows – 3:55
10. Acroyali – 5:05
11. Song for Antarctica – 4:23
12. Marching Season – 5:34
13. Sand Dance – 5:10
14. In the Mirror – 3:54
15. Paths on Water – 3:51